# Faouzi Benzarti
Faouzi Benzarti (en árabe: فوزي البنزرتي‎, nacido el 3 de enero de 1950 en Monastir, Monastir) es un exfutbolista y actual entrenador tunecino. Jugaba de centrocampista y su último club fue el US Monastir de Túnez. Actualmente dirige al US Monastir.

## Palmarés

### Como entrenador

#### Torneos nacionales
| Título             | Club             | País      | Año     |
| ------------------ | ---------------- | --------- | ------- |
| CLP-1              | Étoile de Sahel  | Túnez     | 1986-87 |
| Supercopa de Túnez | Étoile de Sahel  | Túnez     | 1987    |
| CLP-1              | Club Africain    | Túnez     | 1989-90 |
| Supercopa de Túnez | ES Tunis         | Túnez     | 1993    |
| CLP-1              | ES Tunis         | Túnez     | 1993-94 |
| CLP-1              | ES Tunis         | Túnez     | 2002-03 |
| CLP-1              | Étoile de Sahel  | Túnez     | 2006-07 |
| CLP-1              | ES Tunis         | Túnez     | 2008-09 |
| CLP-1              | ES Tunis         | Túnez     | 2009-10 |
| Copa de Túnez      | Étoile de Sahel  | Túnez     | 2014-15 |
| CLP-1              | Étoile de Sahel  | Túnez     | 2015-16 |
| CLP-1              | ES Tunis         | Túnez     | 2016-17 |
| GNF 1              | Wydad Casablanca | Marruecos | 2018-19 |
| GNF 1              | Wydad Casablanca | Marruecos | 2020-21 |

#### Torneos internacionales
| Título                       | Club             | Sede            | Año     |
| ---------------------------- | ---------------- | --------------- | ------- |
| Campeonato de Clubes Árabes  | ES Tunis         | Ciudad de Túnez | 1993    |
| Liga de Campeones de la CAF  | ES Tunis         | El Cairo        | 1994    |
| Supercopa de la CAF          | ES Tunis         | Alejandría      | 1995    |
| Copa Confederación de la CAF | Étoile de Sahel  | Susa            | 2006    |
| Campeonato de Clubes Árabes  | ES Tunis         | Radès           | 2008-09 |
| Copa Confederación de la CAF | Étoile de Sahel  | Susa            | 2015    |
| Campeonato de Clubes Árabes  | ES Tunis         | Alejandría      | 2017    |
| Supercopa de la CAF          | Wydad Casablanca | Casablanca      | 2018    |

### Individuales
- Comandante de la Orden al Mérito de Túnez
- Oficial de la Orden al Mérito Civil de Marruecos[1]
- Noveno mejor entrenador africano de todos los tiempos de acuerdo con la Confederation of African Football[2]
- Premio al "Mejor Entrenador Africano" de la Nigeria Football Federation[3]